# Mabea paniculata
Mabea paniculata är en törelväxtart som beskrevs av Richard Spruce och George Bentham. Mabea paniculata ingår i släktet Mabea och familjen törelväxter. Inga underarter finns listade i Catalogue of Life.